# Piotr Todorowski
Piotr Jefimowicz Todorowski (ros. Пётр Ефимович Тодоровский; ur. 26 sierpnia 1925 w Bobryńcu, zm. 24 maja 2013 w Moskwie) – radziecki i rosyjski reżyser i scenarzysta filmowy.

## Życiorys
Latem 1943 został kursantem wojskowej szkoły piechoty w Saratowie, w 1944 został skierowany na front wojny z Niemcami w składzie 93 pułku piechoty 76 Dywizji Piechoty 47 Armii 1 Frontu Białoruskiego, brał udział w walkach, m.in. w zajmowaniu Warszawy, Bydgoszczy, Szczecina i zdobywaniu Berlina, dochodząc do Łaby. W latach 1949–1954 uczył się na Wydziale Operatorskim WGIK-u, po czym rozpoczął pracę w studiu kinowym w Odessie, gdzie pracował ok. 10 lat. W 1962 debiutował jako reżyser, a w 1970 jako aktor.

## Filmografia

### reżyser
- 1962: Nikogda
- 1983: Romans polowy
- 1989: Dewizówka
- 2003: W sozwiezdii Byka

### scenarzysta
- 1958: Bądź moim synem
- 1965: Wiernost´
- 1983: Romans polowy
- 1995: Kakaja czudnaja igra

## Nagrody i nominacje
Nominowany do nagrody Sekcji Rosyjskiej Erosa, nagrody Sekcji Tu idzie młodość i nagrody Złotego Niedźwiedzia.
Za „Wierność” w 1965 roku zdobył nagrodę na Festiwalu Filmowym w Wenecji, a za „Romans polowy” w 1983 roku został nominowany do Oscara w kategorii najlepszego filmu nieanglojęzycznego.

## Odznaczenia
- Order „Za zasługi dla Ojczyzny” II klasy (2005)
- Order „Za zasługi dla Ojczyzny” III klasy (2000)
- Order „Za zasługi dla Ojczyzny” IV klasy (1996)
- Order Wojny Ojczyźnianej I klasy (dwukrotnie, 1945 i 1985)
- Order Wojny Ojczyźnianej II klasy (1945)

I medale.

## Śmierć
Zmarł w Moskwie w wieku 87 lat. Przyczyną zgonu były powikłania po zapaleniu płuc. Pochowany na Cmentarzu Nowodziewiczym w Moskwie.